# Grillo Parlante (giocattolo)

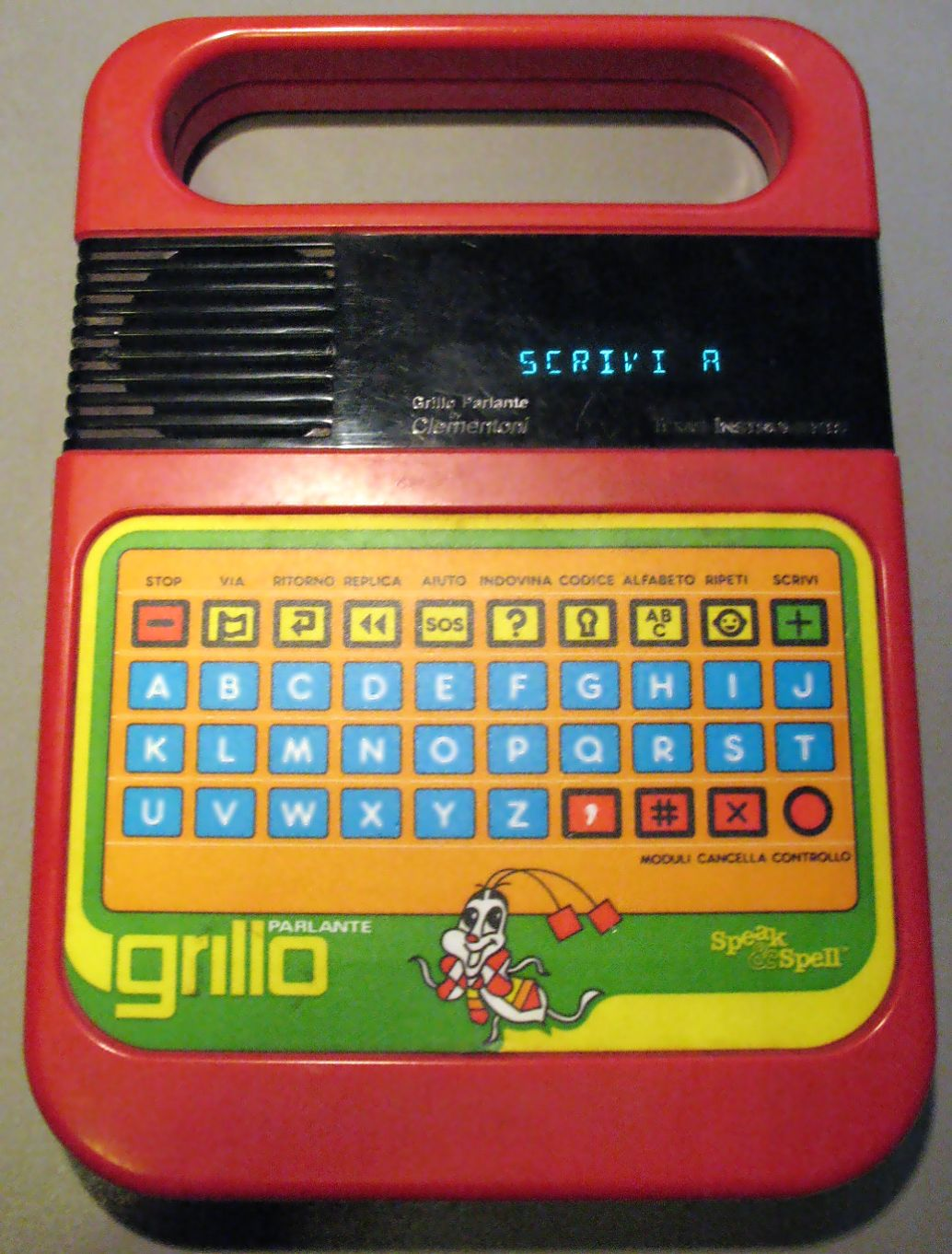
Immagine del Grillo Parlante

Il Grillo Parlante (nome originale Speak & Spell) è un gioco elettronico basato sulla sintesi vocale, prodotto dalla Texas Instruments a partire dal 1978 e non più in produzione. La versione in italiano fu distribuita dalla Clementoni. È stato progettato a scopo educativo, rivolto ai bambini, consentendo loro di imparare l'ortografia divertendosi. L'apparecchio è dotato di una tastiera a membrana, un display fluorescente a 8 caratteri, un altoparlante e la maniglia per il trasporto.
Il Grillo Parlante propone diverse modalità di gioco: Scrivi, Ripeti, ABC, Codice e Indovina, durante le quali a ogni lettera digitata e parola pronunciata c'è la corrispettiva visualizzazione nel display. I giochi Scrivi e Ripeti hanno quattro livelli di difficoltà crescente.
La voce italiana del Grillo Parlante è di Luciano De Ambrosis.

## Storia
Il giocattolo deriva dalla ricerca della Texas Instruments (TI) sulla sintesi vocale. Il progetto iniziò nel 1976 come studio di fattibilità con budget di 25.000 dollari e durata di tre mesi, assegnato ai dipendenti TI Paul Breedlove, Richard Wiggins, Larry Brantingham e Gene Frantz. Breedlove con un brainstorming cercò prodotti che mostrassero le potenzialità della memoria a bolle, sulla quale anche la TI faceva ricerche. I dati della voce richiedono molta memoria e sembrarono adatti.
Fu ideato un apparecchio per i bambini dai sette anni in su, che insegna a scrivere e a pronunciare oltre 200 parole delle quali in inglese si sbaglia spesso l'ortografia. Si basa sul circuito Solid State Speech della TI ed è privo di parti mobili, a differenza dei tipici giocattoli parlanti dell'epoca basati su nastri o dischi. Era la prima volta che un giocattolo riproduceva la voce usando un singolo chip.
Lo Speak & Spell originale fu presentato al Summer Consumer Electronics Show di giugno 1978. Si diffuse poi nel mondo con traduzioni in diverse lingue. Il suo successo aprì la strada a una serie di giocattoli parlanti, tra cui altri giochi educativi della TI come Speak & Math (Dotto Conta-Parla nella variante in italiano di Clementoni), Speak & Read e Speak & Music (Grillo Fonillo Suonaparla). La TI riutilizzò la tecnologia anche per il suo Speech Synthesizer per computer TI-99/4A.
Concettualmente, i principi di funzionamento di Speak & Spell sono rimasti tipici dei giocattoli educativi e di altre applicazioni simili ancora oggi.
Il gioco Speak & Spell (e anche Speak & Math e Speak & Read) è stato emulato nel 2015 dall'emulatore MESS, che esegue il codice originario.

## Funzionamento

### GiocoScrivi
Per avviare il gioco Scrivi, si premono in sequenza il tasto Scrivi (che serve anche per accendere l'apparecchio) e il tasto della lettera corrispondente al livello di difficoltà desiderato (ci sono quattro livelli di difficoltà, da A a D) e infine il tasto Via. A questo punto, il Grillo Parlante pronuncia una parola, che il giocatore deve scrivere e confermare premendo il tasto Controllo. Se la parola non viene digitata in modo corretto, si ha un'altra possibilità per riscriverla. Se si sbaglia per la seconda volta, la parola corretta viene pronunciata tre volte (nella seconda volta lettera per lettera), dopo le quali si passa alla parola successiva, fino al termine della giocata. Ogni giocata prevede dieci parole da indovinare.

### GiocoRipeti
Il gioco Ripeti è correlato al gioco Scrivi. Per avviarlo si segue la procedura per il gioco Scrivi, con la sola differenza che prima di premere il tasto Via bisogna premere il tasto Ripeti: il Grillo Parlante pronuncia le parole della giocata in una continua successione a intervalli di tempo prestabiliti, per consentire al giocatore di ripeterle ad alta voce e tentare di memorizzarle. Al termine delle dieci parole pronunciate, viene avviato il gioco Scrivi, che propone le stesse parole in una sequenza casuale.

### GiocoABC
Per avviarlo si preme il tasto ABC. Il Grillo Parlante pronuncia e visualizza, ad ogni pressione del tasto, le lettere dell'alfabeto in ordine casuale. La lettera J non è compitata come "gèi" o "i lunga", ma nella rara forma "jota", pronunciata dal Grillo "ilota".

### GiocoCodice
Per avviarlo si preme il tasto Codice. L'utilizzatore deve scrivere una parola qualsiasi e premere il tasto Controllo per convertirla in un codice segreto, che è formato sempre da lettere secondo il seguente schema di conversione:
A B C D E F G H I J K L M N O P Q R S T U V W X Y Z
F E D C B A Z Y X W V U T S R Q P O N M L K J I H G

### GiocoIndovina
Si avvia premendo il tasto Indovina. Consiste in una versione elettronica del gioco dell'Impiccato, in quanto lo scopo è indovinare la parola proposta e compaiono sul display tanti trattini quante sono le lettere. Se si preme una lettera presente nella parola, questa compare nei trattini corrispondenti nella parola. Il tasto SOS/Aiuto serve per visualizzare una lettera della parola se ci si trova in difficoltà. Se si digita una lettera non presente nella parola per più di sei volte oppure se si preme il tasto SOS per più di tre volte, si perde il gioco, e il Grillo Parlante pronuncia "Non vale! Premi Indovina", mentre quando si indovina la parola il Grillo Parlante dice "Hai vinto! Premi Indovina".

## Moduli linguistici aggiuntivi
Dentro il comparto batterie sul retro dell'apparecchio è possibile inserire un modulo, attivabile premendo il tasto Moduli, affinché il Grillo Parlante utilizzi una lingua diversa. Erano disponibili 9 moduli in lingua inglese e uno in lingua francese.